# Obanazawa

Obanazawa (japanska: 尾花沢市?, Obanazawa-shi) är en stad i den japanska prefekturen Yamagata på den norra delen av ön Honshu. Obanazawa fick stadsrättigheter 10 april 1959. Staden är belägen vid Mogamifloden. 